# Zjoeravli
Zjoeravli (Russisch: Журавли, Nederlands: Kraanvogels) is een zeer bekend Russisch lied, gecomponeerd vanuit een gedicht, over de Tweede Wereldoorlog.

## Gedicht
De tekst van het gedicht werd in 1968, na een bezoek aan het Vredesmonument in Hiroshima, in het Avaars geschreven door Rasoel Gamzatov. Gamzatov was gefascineerd van het standbeeld van Sadako Sasaki, die papieren kraanvogels vouwde. Vlak nadat het gedicht af was werd het vertaald naar het Russisch door Naoem Grebnjov, en in de krant Novy Mir geplaatst.

## Muziek
Nadat de zanger Mark Bernes (in voormalige Sovjetrepublieken vaak de Russische Frank Sinatra genoemd) het gedicht in de krant zag staan vroeg Bernes aan Jan Frenkel om er muziek bij te componeren. In 1969 werd het nummer uitgegeven en sindsdien groeide het uit tot een van de bekendste Russische liederen ter wereld. Bernes overleed één week na de opnames. Het lied is ondertussen door tientallen bekende Russische artiesten gecoverd, waaronder door Dmitri Hvorostovski en Serebro.

## Nasleep
Door het lied worden witte kraanvogels in Rusland geassocieerd met overleden soldaten. Dit zorgde ervoor dat tientallen Tweede Wereldoorlog-monumenten in de voormalige Sovjet-Unie uitgerust werden met beelden van vliegende kraanvogels, en in sommige gevallen enkele delen van het gedicht.

## Vertalingen en covers
Herman van Veen nam een Nederlandse vertaling ("Kraanvogels") op voor zijn album "Iets van een clown" uit 1981. De Nederlandse tekst was van Willem Wilmink. Als oorspronkelijke titel wordt "oi-geranoi" genoemd, een Griekse vertaling van het lied. Ook de componist wordt niet genoemd, maar het nummer wordt beschreven als "traditioneel". Later nam Van Veen ook een Duitse versie ("Kraniche", vertaling door Thomas Woitkewitsch) op voor zijn (geheel Duitstalige) album "Solange Der Vorrat Reicht", en een Engelse versie ("Cranes", vertaling C. Adler) verscheen op "Herman van Veen on Broadway".